# Palaufächerschwanz
Der Palaufächerschwanz (Rhipidura lepida) ist eine Vogelart aus der Familie der Rhipiduridae. Sie ist endemisch in Palau.

## Merkmale
Der Palaufächerschwanz ist ein typischer Vertreter der Familie mit kurzem Körper und langem Schwanz. Er erreicht Längen bis zu 18 Zentimeter. Scheitel, Nacken, Rücken und Oberseite des Schwanzes sind zimtfarben. Kehle und Wangen sind weiß und die Brust ist schwarz, die Flügel schwarz mit zimtfarbenen Rändern und der Bauch weiß. Die Schwanzunterseite ist schwarz mit rötlichen Spitzen. Es gibt in der Färbung keine Unterschiede zwischen den Geschlechtern, die Weibchen sind jedoch etwas kleiner als die Männchen. Juvenile Tiere haben eine braune Oberseite und schmutzigweiße Kehlen.

## Habitat und Verbreitung
Der Palaufächerschwanz ist endemisch in Palau im Pazifik. Dort findet er sich auf den Inseln Babeldaob, Koror, Urukthapel, Eil Malk und Peleliu. Die Art lebt sowohl in Primär- wie Sekundärwäldern sowie in bewaldeten Schluchten der Savanne. Gelegentlich findet er sich auch in Buschland und kommt vereinzelt in Mangrovenwäldern vor.

## Verhalten
Die Tiere sind äußerst aktiv während der Nahrungssuche, sie hüpfen und fliegen auf der Suche nach Beute unterhalb des Kronendaches und im Unterholz umher und nehmen sie aus der Luft oder von der Vegetation auf, gelegentlich auch aus Astgabeln und von Felsen. Das in Astgabeln fest gewobene Nest ist napfförmig, mit einem charakteristischen schwanzförmigen Anhängsel. Über das Brutverhalten ist kaum etwas bekannt. Palaufächerschwänze sind Standvögel.

## Systematik
Die Art ist Teil einer Superspezies, bestehend aus dem Tanimbarfächerschwanz (Rhipidura opistherythra) der Tanimbarinseln, dem Sulawesifächerschwanz (Rhipidura teysmanni) von Sulawesi, dem Burufächerschwanz (Rhipidura superflua) von Buru und dem Seramfächerschwanz (Rhipidura dedemi) von Seram. Der Artname lepida aus der Erstbeschreibung von Gustav Hartlaub und Otto Finsch 1868 ist lateinisch und bedeutet „anmutig“.

## Schutz
Die Art wird als ungefährdet eingestuft. Sie ist in ihrem Verbreitungsgebiet häufig und scheint sogar zahlenmäßig zugenommen zu haben.